# Barbara Bedła-Tomaszewska
Barbara Tomaszewska, z domu Bedła (ur. 17 września 1946 w Borui) – polska lekkoatletka, mistrzyni paralimpijska. Absolwentka Technikum Ekonomicznego we Wrocławiu.

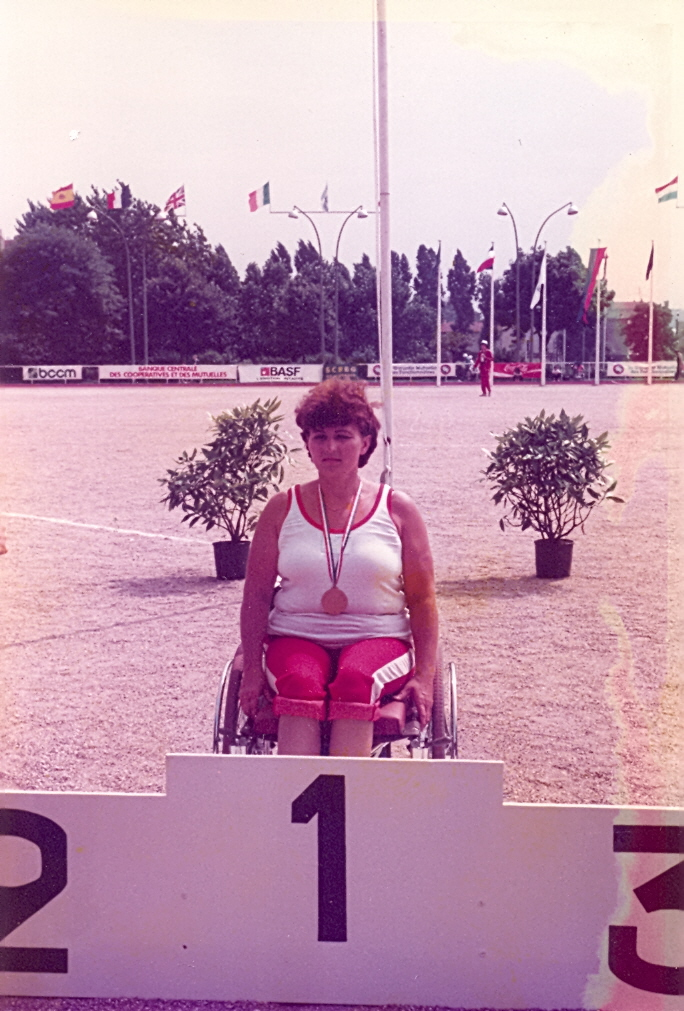
Mistrzostwa Europy, Francja 1983

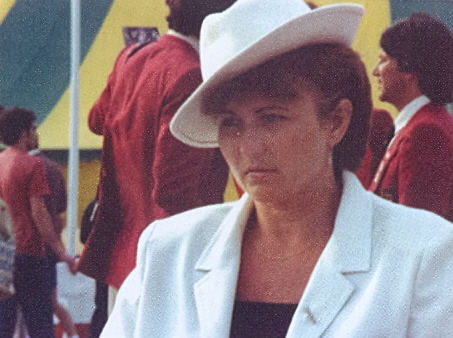
Igrzyska Paraolimpijskie, USA 1984

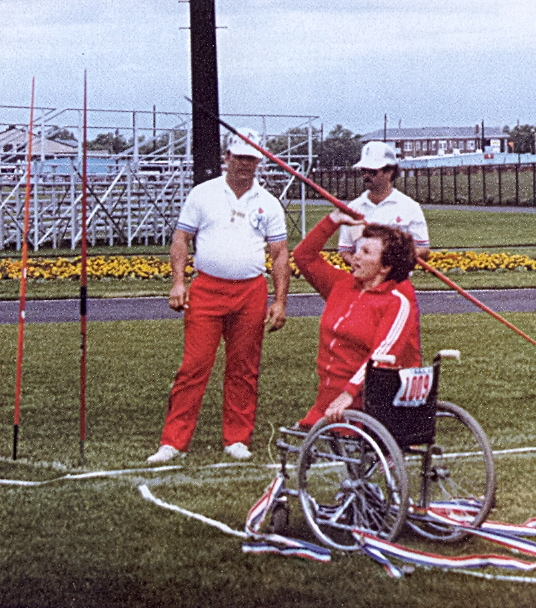
Igrzyska Paralimpijskie, USA 1984 – rzut oszczepem

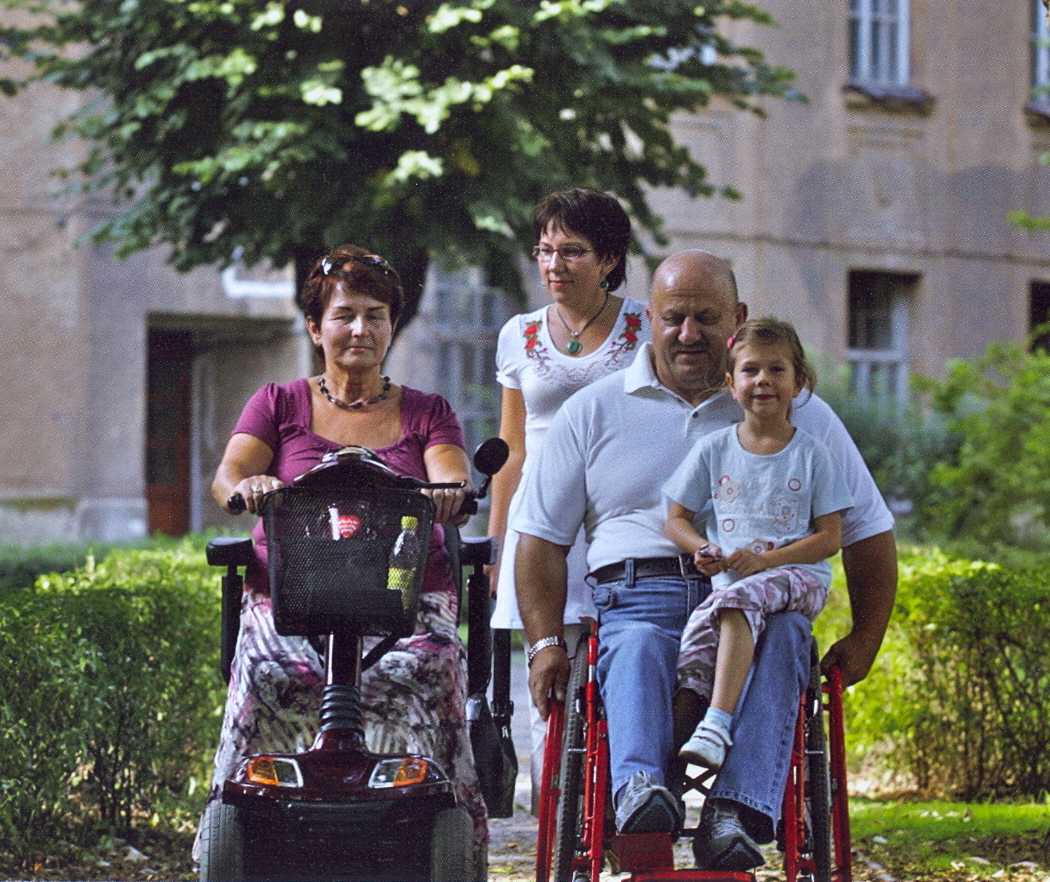
Barbara Tomaszewska z rodziną

## Życiorys
Na własnych nogach chodziła krótko. Straciła je w zębach kosiarki, w czasie żniw, kiedy miała dwa lata. Pierwsze protezy otrzymała w dziewiątym roku życia. Ukończyła Technikum Ekonomiczne w Zakładzie Rehabilitacji Zawodowej Inwalidów we Wrocławiu.
Po skończeniu edukacji w 1967 roku podjęła pracę w Spółdzielczości Inwalidzkiej we Wrocławiu. W 1973 roku, na turnusie rehabilitacyjno-sportowym prowadzonym przez pracowników Wojewódzkiego Zrzeszenia Sportowego Spółdzielczości Pracy START we Wrocławiu, została namówiona do aktywności ruchowej i uprawiania sportu. Karierę sportową zakończyła w 1988 roku.
Jest żoną Ryszarda Tomaszewskiego.

## Osiągnięcia sportowe

### Igrzyska paralimpijskie
| 1976 Kanada   | Toronto   | - złoty medal pięcioboju w dyscyplinach: – pchnięcie kulą – rzut dyskiem – rzut oszczepem – strzelanie z karabinka sportowego – pływanie                    |
| 1980 Holandia | Arnhem    | - złoty medal: – 400 m – wyścigi na wózkach – rzut dyskiem – pchnięcie kulą - srebrny medal: – 100 m – wyścigi na wózkach - brązowy medal: – rzut oszczepem |
| 1984 USA      | Nowy Jork | - złoty medal: – rzut dyskiem - srebrny medal: – rzut oszczepem – pchnięcie kulą                                                                            |

### Mistrzostwa Świata

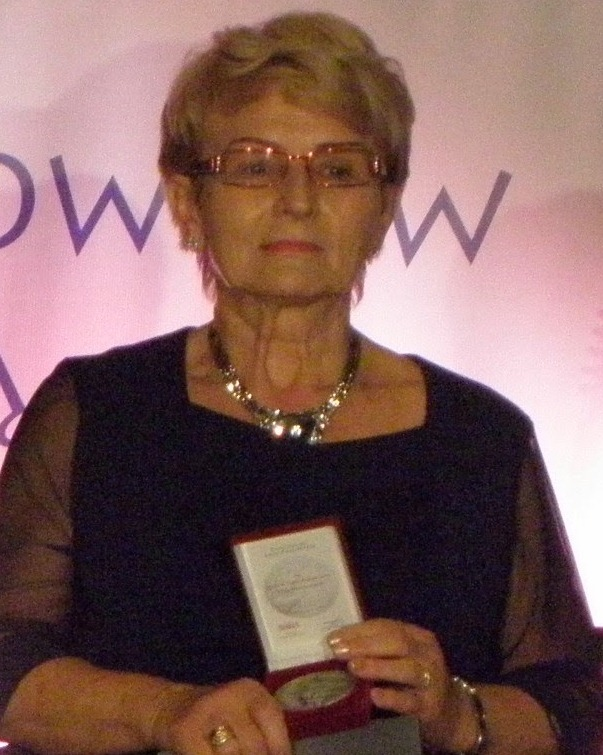
Barbara Tomaszewska podczas uroczystej gali internetowego Plebiscytu 40-lecia na 10 Najwybitniejszych Sportowców z Niepełnosprawnością – 04.04.2014r.

| 1979 Anglia | Stoke Mandeville | - złoty medal: – rzut oszczepem – pchnięcie kulą |

### Mistrzostwa Europy
| 1983 Francja | Paryż    | - złoty medal: – rzut dyskiem – pchnięcie kulą - srebrny medal – rzut oszczepem |
| 1985 Belgia  | Bruksela | - złoty medal – rzut dyskiem – pchnięcie kulą                                   |

### Mistrzostwa Polski
| Dyscyplina     | Medale złote | Medale srebrne | Medale brązowe |
| -------------- | ------------ | -------------- | -------------- |
| Rzut dyskiem   | 11           | 3              | 0              |
| Rzut oszczepem | 8            | 3              | 3              |
| Pchnięcie kulą | 7            | 5              | 2              |

### Wyróżnienia honorowe
- Złoty Medal za Wybitne Osiągnięcia Sportowe – przez Główny Komitet Kultury Fizycznej i Sportu
- Tytuł Wybitnej Sportsmenki Igrzysk Paralimpijskich – 4 kwietnia 2014 roku, podczas uroczystej gali w Centrum Olimpijskim PKOL w Warszawie została nagrodzona Medalem Per aspera ad astra w Plebiscycie 40-lecia na 10 Najwybitniejszych Polskich Sportowców z Niepełnosprawnością Medalistów Igrzysk Paraolimpijskich w latach 1972–2012.